# Segunda División de Chile 1966
El Campeonato Nacional de Fútbol de Segunda División de 1966 fue el 15° torneo disputado de la segunda categoría del fútbol profesional chileno. Contó con la participación de 16 equipos, tres más que la temporada anterior, debido al ingreso (mediante fusiones de dos o más clubes dependiendo del caso) en el profesionalismo de Antofagasta Portuario, Deportes Concepción y Lota Schwager.
El torneo se jugó en dos rondas con un sistema de todos contra todos y el campeón del torneo fue Huachipato, que consiguió el ascenso para la Primera División por primera vez en su historia.
En la parte baja de la tabla de posiciones se ubicaron Luis Cruz Martínez y San Bernardo Central, que volvieron a su Asociación de origen, marcando el fin del paso por el profesionalismo de ambos equipos.

## Movimientos divisionales
| Pos | a Primera División de Chile 1966 |
| --- | -------------------------------- |
| 1º  | Ferrobádminton (Campeón)         |

| Pos | a Segunda División de Chile 1966 |
| --- | -------------------------------- |
| 1º  | Antofagasta Portuario            |
| 2º  | Deportes Concepción              |
| 3º  | Lota Schwager                    |

| Pos | Descendido desde Primera División de Chile 1965 |
| --- | ----------------------------------------------- |
| 1º  | Coquimbo Unido                                  |

| Pos | Asociación de Origen |
| --- | -------------------- |
| -   | -                    |

## Equipos participantes
| Equipo                | Ciudad            |
| --------------------- | ----------------- |
| Antofagasta Portuario | Antofagasta       |
| Colchagua             | San Fernando      |
| Coquimbo Unido        | Coquimbo          |
| Deportes Concepción   | Concepción        |
| Deportes Ovalle       | Ovalle            |
| Huachipato            | Talcahuano        |
| Iberia Puente Alto    | Puente Alto       |
| Lister Rossel         | Linares           |
| Lota Schwager         | Coronel           |
| Luis Cruz Martínez    | Curicó            |
| Municipal Santiago    | Santiago de Chile |
| Ñublense              | Chillán           |
| San Antonio Unido     | San Antonio       |
| San Bernardo Central  | San Bernardo      |
| Trasandino            | Los Andes         |
| U.T.E                 | Santiago de Chile |

## Tabla final
| Pos | Equipo                | PJ | PG | PE | PP | GF | GC | Dif | Pts |
| --- | --------------------- | -- | -- | -- | -- | -- | -- | --- | --- |
| 1   | Huachipato            | 30 | 23 | 3  | 4  | 65 | 23 | 42  | 49  |
| 2   | Coquimbo Unido        | 30 | 18 | 6  | 6  | 52 | 24 | 28  | 42  |
| 3   | San Antonio Unido     | 30 | 15 | 9  | 6  | 51 | 39 | 12  | 39  |
| 4   | Trasandino            | 30 | 14 | 4  | 12 | 47 | 42 | 5   | 32  |
| 5   | Universidad Técnica   | 30 | 12 | 8  | 10 | 51 | 46 | 5   | 32  |
| 6   | Ñublense              | 30 | 12 | 8  | 10 | 48 | 44 | 4   | 32  |
| 7   | Lister Rossel         | 30 | 12 | 6  | 12 | 49 | 43 | 6   | 30  |
| 8   | Colchagua             | 30 | 11 | 6  | 13 | 46 | 51 | -5  | 28  |
| 9   | Lota Schwager         | 30 | 7  | 13 | 10 | 37 | 47 | -10 | 27  |
| 10  | Municipal de Santiago | 30 | 10 | 6  | 14 | 51 | 53 | -2  | 26  |
| 11  | Antofagasta Portuario | 30 | 8  | 10 | 12 | 44 | 55 | -11 | 26  |
| 12  | Deportes Ovalle       | 30 | 9  | 8  | 13 | 25 | 38 | -13 | 26  |
| 13  | Deportes Concepción   | 30 | 9  | 7  | 14 | 43 | 49 | -6  | 25  |
| 14  | Iberia-Puente Alto    | 30 | 7  | 10 | 13 | 38 | 50 | -12 | 24  |
| 15  | Luis Cruz Martínez    | 30 | 6  | 11 | 13 | 38 | 50 | -12 | 23  |
| 16  | San Bernardo Central  | 30 | 6  | 7  | 17 | 34 | 65 | -31 | 19  |

PJ=Partidos jugados; PG=Partidos ganados; PE=Partidos empatados; PP=Partidos perdidos; GF=Goles a favor; GC=Goles en contra; Dif=Diferencia de gol; Pts=Puntos
|  | Campeón. Asciende a Primera División |
|  | Desciende a su Asociación de origen  |

## Goleadores
| Jugador          | Jugador     | Goles | Equipo              |
| ---------------- | ----------- | ----- | ------------------- |
| Bandera de Chile | Rubén Acuña | 21    | Deportes Concepción |